# Pheidole quadrensis
Pheidole quadrensis är en myrart som beskrevs av Auguste-Henri Forel 1900. Pheidole quadrensis ingår i släktet Pheidole och familjen myror. Inga underarter finns listade i Catalogue of Life.